# Liste von Turkologen
Dies ist eine Liste von Turkologen.

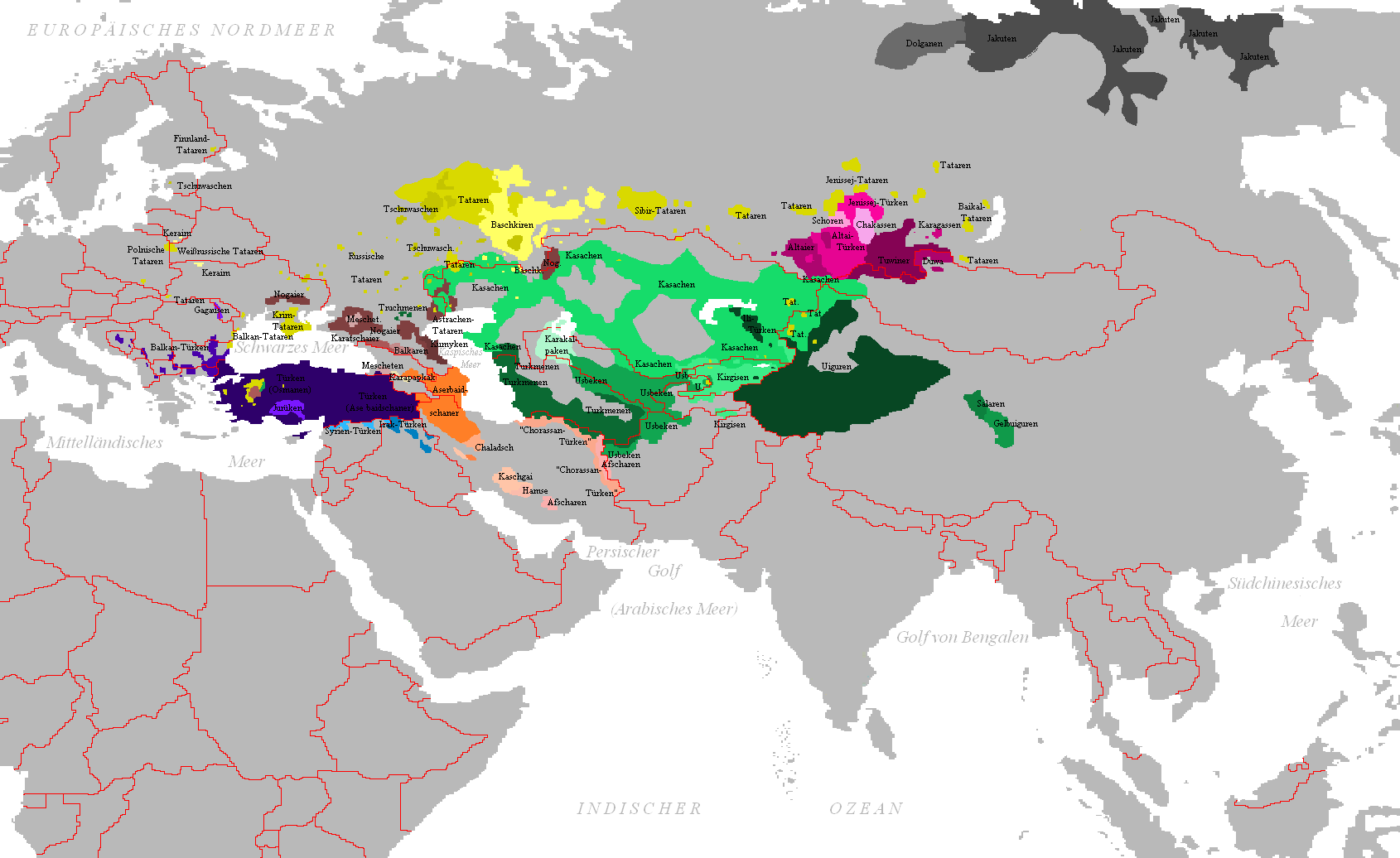
Siedlungsgebiete der heutigen turksprachigen Völker

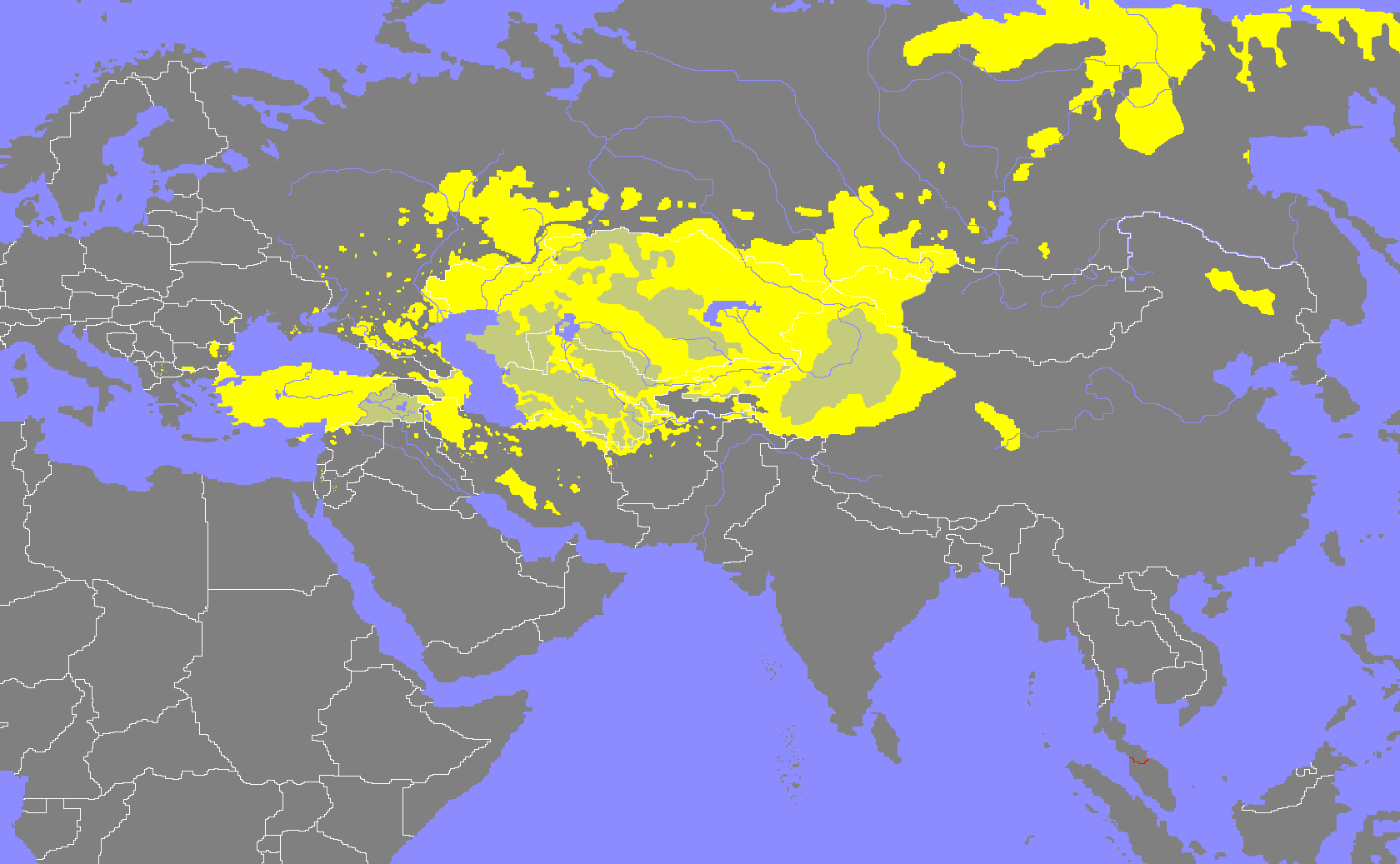
Heutiges Verbreitungsgebiet der Turksprachen

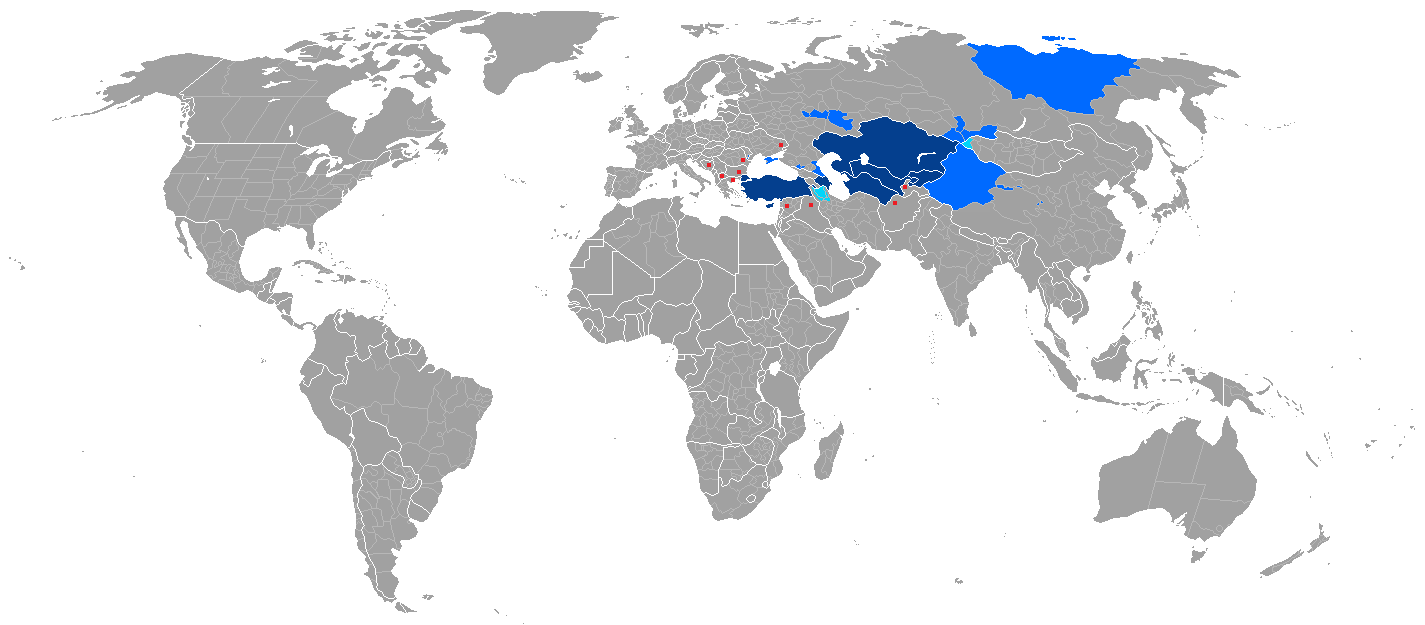
Gebiete mit mindestens einer Turksprache als offizieller Amtssprache

Verteilungsdiagramm der Turksprachen in Einzelsprachen

Sie führt zu den Biographien von Turkologen, also den Forschern, die sich wissenschaftlich mit der Geschichte, Kultur, den Literaturen, Religionen, Sprachen und  der Politik der Turkvölker in Vergangenheit und Gegenwart auseinandersetzen und die erhebliche bzw. einflussreiche Beiträge zum Fachgebiet geleistet haben. Die Turkologie im engeren Sinne wurde häufig auch aus benachbarten Wissenschaftszweigen bereichert.
Die Liste ist sehr unvollständig, für ein Verzeichnis aller Turkologen mit Artikeln in Wikipedia siehe Kategorie:Turkologe (auch in den fremdsprachigen Versionen). Ein Teilbereich der Orientalistik bzw. der Turkologie ist die Osmanistik (siehe auch Liste von Osmanisten).

## Bedeutende Turkologen

### A
- Abramzon, S. M.[1] (1905–1977) (Ethnograph)[2]
- Abu al-Ghazi Bahadur (1605–1664) (Historiker, Turkologe)
- Adamovic M. (Uralische Sprachen, Turkologe)
- Achatow, Gabdulchaj (G. Kh. Akhatov) (1927–1986) (Professor für Philologie, Turkologe, Linguist, Orientalist)[3]
- Ahinjanov, S. M.[4] (1939–1991) (Archäologe, Historiker, Turkologe)
- Akishev, K. A.[5] (1924–2003) (Archäologe, Historiker, erforschte Issyk Kurgan)
- Akün, Ömer Faruk
- Allworth, Edward A.
- Altheim, Franz (1898–1976) (Historiker)
- Amanjolov, A. S.[6] (Runenschrift)
- Anochin, A. W. (A. V.Anokhin) (1867–1931) (Turkologe, Ethnograph, alte Musik)
- Aristov, N. A.[7] (1847–1903) (Orientalist)
- Artamonov, M. (1898–1972) (Archäologe, Turkologe, Historiker, Chasaren-Forschung)
- Asmussen, J. P. (1928–2002), (Orientalist, Manichäismus-Historiker)[8]
- Ateş, Ahmed
- Ayda Adile (1912–1992) (Etruskologe, Orientalist)

### B
- Babinger, Franz
- Bacot, J. (1877–1965) (Orientalist)
- Baichorov S. Ya. (Turkologe, Philologe, Runenschrift)[9]
- Bailey, H. W. (1899–1996) (Orientalist)
- Balić, Smail
- Bang, W. (1869–1934) (Turkologe, Linguist)[10]
- Barbier de Meynard, Charles
- Barfield T. J. (Geschichte, Anthropologie und Sozialtheorie)[11]
- Bartold, Wassili W. (1869–1930) (Orientalist)
- Baskakov, N. A. (1905–1995) (Turkologe, Linguist, Ethnologe)
- Batmanov I. A. (Turkologe, Philologe, Runenschrift)
- Bayrak, Mehmet
- Bazin, Louis[12] (Sinologe, Orientalist)
- Beckwith, C. (Uralische und Altaische Forschungen)
- Johannes Benzing (1913–2001) (Türkische und nordeurasische Sprachen)[13]
- Bichurin, N. Ya. (1777–1853) (Sinologe, Orientalist)
- Bidjiev Kh. Kh.-M. (1939–1999) (Archäologe, Turkologe)[14]
- Björkman, Walther
- Bosworth, C. E. (Orientalist, Arabist)
- Bretschneider, Emil (1833–1901) (Sinologe)
- Boodberg, P. A. (Budberg) (1903–1972) (Sinologe, Orientalist)

### C
- Cantemir, Dimitrie
- Joseph-Antoine Castagné[15] (1875–1958)
- Castrén, M. A. (1813–1852)
- Chavannes, E. (1865–1918) (Sinologe)
- Clauson, G. (1891–1973) (Orientalist, Türkische Sprache)
- Čaušević, Ekrem (Turkologe)[16]

### D
- Dal, Wladimir (1801–1872, Lexikograph der russischen Sprache)
- Dilaçar, Agop (1895–1979) (Linguist)
- Doblhofer E. (Historische Philologie)
- Doerfer, Gerhard (1920–2003) (Turkologe)
- Dolgih B. O. (1904–1971) (Historiker, Ethnograph, Sibirologe)[17]
- Donner, O. (1835–1909) (Linguist)
- Drompp M. R. (Orientalist, Turkologe)[18]
- Duda, Herbert W.
- Dumont, Paul
- Dybo, A. V. (Philologe, Turkologe, komparativer Linguist)

### E
- Wolfram  Eberhard (1909–1988) (Sinologe, Philologe, Turkologe)[19]
- Erdal Marcel (Linguist)
- Eren, H. (1919–2007) (Linguist, Turkologe, Hungarologe)

### F
- Faroqhi, Suraiya
- Fedorov-Davydov, G. A. (1931–2000) (Archäologe)[20]
- Feng Jiasheng[21] (Feng, Chia-sheng) (1904–1970)
- Frashëri, Sami
- Frye, Richard Nelson (Philologe, Historiker)

### G
- von Gabain, A. (1901–1993) (Turkologin, Sinologin, Linguistin, Kunsthistorikerin)[22]
- Gasratjan, M. A. (1924–2007) (Historiker, Turkologe, Kurdologe)
- Geng Shimin 耿世民 (Turkologe, Uigurologist, Manichaeanism, Linguist, Archäologe, Historiker)
- Gibb, Elias John Wilkinson
- Gibbon, E. (1737–1794) (Historiker)
- Giese, Friedrich
- Giraud, M. R. (1904–1968) (Philologe, Historiker)
- Gökalp, Z. (1886–1924) (Soziologe)
- Golden, P. (Historiker)
- Golubovsky P. V. (1857–1907) (Historiker)
- Götz, Manfred (1932–2021) (Islamwissenschaftler)
- de Groot, J. J. M. (1854–1921) (Sinologe)
- Grousset, R. (1885–1952)
- de Guignes, Joseph  (1721–1800) (Orientalist)
- Gumiljow, Lew Nikolajewitsch (L. Gumilev) (1912–1992)

### H
- Halasi-Kun, Tibor[23] (1914–1991) (Turkologe)[24]
- Gustav Haloun (1898–1951)
- Hamilton, J. R. (Linguist, Uigurische und tschigilische Forschungen)
- Hammer-Purgstall, Joseph von
- Harmatta, J. (1917–2004) (Linguist)
- Hashimoto Mantaro (1932－1987) (Linguist, Philologe, Sinologe; Einfluss der Altaischen Sprachen auf das Mandarin-Chinesische)
- Hazai, György (Turkologe, Linguist)
- Heissig, W. (1913–2005) (Mongolist)
- Henning, W. B. (1908–1967)
- d’Herbelot de Molainville, Barthélemy
- von Herberstein, Siegmund (1486–1566) (Historiker, Autor, Diplomat)
- Heß, Michael Reinhard
- Hirth, F. (1845–1927) (Sinologe)
- Hofman, Henry Franciscus (1917–1998) (Turkologe)
- Howorth, H. H.[25] (1842–1923) (Archäologe, Historiker)
- Hulsewé, A. F. P.[26] (1910–1993) (Sinologe)

### I
- Ilminski, Nikolai Iwanowitsch
- Ismagulov, Orazak (Anthropologe)

### J
- Jacob, Georg
- Jadrinzew, Nikolai Michailowitsch
- Jahn, Karl
- Jalairi Kadir Galy (Djalairi, Kadyrali, Kadyr Ali, Kydyrgali) (ca. 1620) (Historiker)
- Jansky, Herbert
- Jarring, G. (1907–2002) (Turkologe)
- Jäschke, Gotthard
- Jdanko, T. (Zhdanko) (Ethnograph)
- Johanson, Lars (Turkologe)
- Achnef Achmetovič Juldašev

### K
- Kafesoğlu, İbrahim[27]
- Kantemir, D. (Cantemir) (1673–1723) (Historiker, Linguist, Ethnograph)
- Kappert, Petra
- al-Kāschgharī, Mahmud
- Karpat, Kemal
- Kasai, Yukiyo
- Katanow, Nikolai Fjodorowitsch
- Kazembek, Alexander_Kasimovich[28]
- Khalikov, A. Kh. (1929–1994) (Archäologe, Historiker, Turkologe)[29]
- Khazanov, A. (Sozialanthropologe und Ethnologe)
- Kirchner, Mark
- Kitsikis, Dimitri (Politikwissenschaftler)
- Kißling, Hans Joachim
- Klaproth, Julius (1783–1835) (Orientalist, Linguist, Historiker, Ethnograph)
- Köprülü, M. F. (Koprulu) (1888–1966)
- Korkmaz, Zeynep (Dialektologe)
- Körner, Felix
- Kormushin, I. V. (Turkologe, Philologe, Runenschrift)
- Kotwicz, Wladystaw[30] (1872–1944) (Orientalist)[31]
- Kradin, N. N. (Anthropologe, Archäologe)
- Kraelitz, Friedrich
- Kreiser, Klaus
- Kuehner, Nikolai W.[32] (1877–1955) (Polyglotter, Turkologe)[33][34]
- Kurat, A. N. (Historiker) (1903–1971)
- Kvaerne, P. (Tibetologie, Religionen)[35]
- Kyzlasov, I. L.[36] (Turkologe, Runenschrift)

### L
- Lagashov, B. R. (Kaukasologie, Philologie)
- Laut, Jens Peter
- von Le Coq, Albert (1860–1930) (Archäologe, Forschungsreisender)
- Lewis, Bernard
- Liu Mau-tsai[37] 劉茂才(Sinologe, Turkologe)
- Lubotsky, A. (Philologe)

### M
- Maenchen-Helfen, O. J. (1894–1969) (Akademiker, Sinologe, Historiker, Autor und Reisender)
- Malow, Sergei (Malov, S. E.) (1880–1957) (Orientalist, Runenschrift)
- Mango, Andrew
- Marquart, J. (Markwart) (1864–1930)
- Matuz, Josef
- McGovern W. M. (1897–1964) (Orientalist)[38]
- Mélikoff, Irène
- Mende, Gerhard von
- Menges, Karl Heinrich
- Mészáros, Gyula (1883–1957) (Ungarischer Ethnograph, Orientalist, Turkologe)
- Wladimir F. Minorski (Minorsky, V. F.) (1877–1966) (Orientalist)[39]
- Motika, Raoul
- Moravcsik, Gyula (1892–1972) (Byzantinist)[40]
- Mukhamadiev, A. (Numismatiker, Orientalist, Philologe)
- Müller, Friedrich Wilhelm Karl (1863–1930)
- Müller, G. F. (Miller) (1705–83) (Vater der Ethnographie)
- Munkacsi, B. (1860–1937) (Linguist)

### N
- Nadelyaev, V. M. (Turkologe, Philologe, Runenschrift)
- Nasilov, D. M. (Turkologe, Philologe)
- Németh, Gyula (1890–1976) (Turkologe, Linguist)
- Neumann Christoph K.

### O
- Ogel, B. (1923–1989) (Philologie)
- Ortaylı, İlber
- Osmanow, Magomed-Nuri Osmanowitsch

### P
- Paksoy, Hasan Bulent (Historiker)
- Pallas, P. S. (1741–1811) (Naturalforscher, Ethnograph)
- Pavet de Courteille, Abel Jean Baptiste
- Pelliot, P. (1878–1945) (Sinologe)
- Pletneva, S. A. (Archäologin)
- Podolak, Barbara (Turkologin, Linguistin)
- Polivanov, E. D. (1891–1938) (Gründer der Altaistik, Theoretiker in der Linguistik, Orientalist, Polyglotter) Поливанов, Евгений Дмитриевич (russisch)
- Poppe, N. N. (1897–1991) (Linguist-Altaist)
- Potanin, G. N. (1835–1920) (Forschungsreisender, Historiker)
- Potapow, L. P. (Potapov, L. P.) (1905–2000) (Turkologe, Ethnograph, Ethnologe)[41]
- Potocki, Yan (oder Jan) (1761–1815) (Ethnologe, Linguist, Historiker)
- Poucha, P. (Zentralasiatische Philologie)
- Puech, H.-C. (Linguist)

### R
- Radloff, W. (Vasily Radlov) (1837–1918)
- Ramstedt, G. H. (1873–1950) (Altaische Sprachen)
- Räsänen, Martti (M. Ryasyanen)
- Rásonyi László (1899–1984) (Turkologe)
- Rasovsky, D. A. (Historiker)
- Rémi-Giraud, S. (Linguist)
- Rescher, Oskar
- Riemann, Wolfgang
- Ritter, Hellmut
- Wilhelm von Rubruk (reiste ca. 1248–1252)
- Rochrig, F. L. O. (Roehrig) (1819–1908) (Orientalist, Turkologe, Native American Linguist)
- Röhrborn, Klaus
- Rosen, Georg
- Rosenzweig von Schwannau, Vinzenz
- Rossi, Ettore (1884–1955) (Turkologe, Arabist, Iranist, Historiker und Linguist)

### S
- Samoilovich, A. N. (1880–1938, Opfer der Großen Säuberung) (Orientalist, Turkologe)
- Samolin, W. (1911–1972?) (Orientalist)
- Scharlipp, Wolfgang-Ekkehard
- Schieferdecker, Johann David
- Schrader, Friedrich
- Senigova, T. N. (Kunst, Turkologe)
- Seydakmatov, K. (Turkologe, Runenschrift)
- Shcherbak, A. M. (1926–2008) (Turkologe, Runenschrift)
- Siemieniec-Gołaś, Ewa (Turkologe, Linguist)
- Smirnova, O. I. (Numismatiker)
- Spuler-Stegemann, Ursula
- Stachowski, M. (Linguist, Etymologe)
- Stachowski, St. (Linguist)
- Starostin, Sergei A. (1953–2005) (Linguist, Hypothese zu Altaischen Sprachen)
- Strahlenberg, P. J. von (Philip Johan Tabbert) (1676 – 1747)
- Strötbaum, Hugo

### T
- Taeschner, Franz
- Tekin, Şinasi (Turkologe, Ethnologe, Sprachwissenschaftler)
- Tekin, Talât (Altaische Sprachen)
- Temir, Ahmet
- Tenishev, E. R. (Тенишевы) (1921–2004) (Linguist, Zentralasiatischen Philologie)
- Tezcan, Semih
- Thury, József
- von Tiesenhausen, W. G. (1825–1902) (Orientalist, Numismatiker, Archäologe)[42]
- Tietze, Andreas (1914–2003; Turkologe)
- Thomsen, Vilhelm (1842–1927) (Dänischer Linguist, Entzifferer der Orchon-Runen)
- Togan, Zeki Velidi (1890–1970) (Historiker, Turkologe, Führer der Befreiungsbewegung)
- Sergey Tolstov (1907–1976) (Archäologe)
- Tremblay, X. (Philologin)

### V
- Vainberg, B. I. (Archäologe, Numismatiker)
- Vaissière, Étienne de la (Orientalist, Philologe)
- Valihanov, Chokan (Shokan, Chokan Chingisovich) (1835–1865) (Turkologe, Ethnograph, Historiker)
- Vámbéry, Hermann (A. Vambery) (1832–1913)
- Veinstein, Gilles
- Vasiliev, D. D. (Türkische Runenschrift)
- Velidi Togan, Zeki
- Velikhanly, N. M (Velikhanova) (Orientalist)
- Velyaminov-Zernov, V. V. (1830–1904) (Turkologe)[43]

### W
- Wang Guowei (王国维, 1877–1927) (Sinologe, Historiker, Philologe)
- Wikander, S. (1908–1983) (Orientalist, Philologe, Native American Linguist)[44]
- Wittek, Paul
- Wittfogel, K. A. (1896–1988) (Sinologe, Historiker)

### Y
- Yadrintsev, N. V. (1842–1894) (Archäologe, Turkologe, Forschungsreisender)
- Yudin, V. P. (1928–1983) (Orientalist, Historiker, Philologe)[45]

### Z
- Zachariadou, Elizabeth
- Zajączkowski, Ananiasz (1903–1970) (Turkologe)
- Zakiev, M. (Philologe)
- Zehren, E.  (Orientalist, Archäologe)
- Zhirinovsky, V. V. (Turkologe, Philologe, Politiker)
- Zieme, Peter (Turkologe, Linguist)
- Zinkeisen, Johann Wilhelm
- Zürcher, Erik-Jan
- Zuev, Yu. (1932–2006) (Sinologe)